# Paul Kern
Paul Kern (XIX secolo – Budapest, 1955) è stato un militare ungherese a cui un soldato russo sparò alla testa nel 1915 durante la Grande Guerra. Il proiettile non lo uccise ma rimosse parte del lobo frontale, rendendogli impossibile dormire.

## Biografia
Allo scoppio della prima guerra mondiale, si arruolò volontario nell'esercito austro-ungarico. Venne messo al comando di un gruppo di truppe d'assalto dove venne premiato con una medaglia al valor militare. Un anno dopo venne trasferito in un'altra compagnia dove venne premiato per aver difeso un importante settore malgrado i suoi compagni fossero stati abbattuti.
In battaglia, un soldato russo gli sparò in testa, rimuovendogli parte del lobo frontale. Fu portato all'ospedale di Lemberg (Leopoli), dove dopo essersi risvegliato non prese mai più sonno. Il Dr. Frey, un professore dell'università di Budapest analizzò il caso Kern ma non fu capace di trovare la causa della sua anormalità.
Dopo aver lasciato l'esercito, Kern si trasferì a Budapest, dove lavorò al Dipartimento delle Pensioni.
Morì nel 1955, esattamente quarant'anni dopo l'accaduto.

## Riferimenti nella cultura di massa
The Dimes, una band statunitense folk, suona una canzone intitolata Paul Kern Can't Sleep ("Paul Kern non può dormire").